# 大村筆雄
大村 筆雄（おおむら ふでお、1918年4月10日 - 2008年9月29日）は、日本の大蔵官僚。

## 来歴
広島県福山市三之丸町生まれ。広島県立福山誠之館中学校から第六高等学校（文科乙類）に入学。六高時代は柔道部に入部。官僚の道を選ぶべく東京帝国大学法学部を目指し、1938年に入学。東京帝大法学部法律学科3年次の1940年10月に高等試験行政科及び司法科を合格。東京帝大法学部法律学科を卒業し、1941年 大蔵省に入省し、国民貯蓄奨励局に配属された。8か月の勤務の後、広島の部隊に陸軍二等兵として入隊。1944年3月 パラオ諸島の中心コロール島に着任した。米軍の攻略目標から外れた大村らの基幹部隊は、パラオ本島のジャングルの中で持久作戦に入る。1946年1月にパラオから帰還。同年2月に復職し、物価部に配属される。1960年9月8日 主計局総務課長。1962年5月16日 名古屋国税局長。1964年5月8日 防衛庁経理局長。1967年8月4日 国有財産局長。1968年6月7日 退官。同年6月 日本開発銀行理事。政策金融を担当。1972年6月 日本住宅公団副総裁。1975年11月 会計検査院検査官。1980年12月2日 会計検査院長（〜1982年11月20日）。1985年4月1日 獨協大学理事長（〜1986年7月5日）。1990年4月29日 勲一等瑞宝章受章。2008年9月29日 東京都港区の病院において急性心不全で逝去。叙従三位。

## 略歴
- 1941年4月：大蔵省に入省。国民貯蓄局に配属[1]。
- 1941年11月：休職。
- 1941年12月：現役兵（西部第10部隊）。
- 1942年1月：辞職。
- 1942年1月：海軍主計中尉・海軍経理学校。
- 1944年3月：第30海軍建設部員。
- 1946年1月：予備役・復員召集・第2復員官・横須賀地方復員局出仕。
- 1946年2月：召集解除。
- 1946年2月：物価部。
- 1946年8月：物価庁第3部[1]。
- 1946年9月：物価庁第2部価格第3課[1]。
- 1946年11月：物価庁第4部繊維課[1]。
- 1948年6月：理財局調査部 兼 主計局[1]。
- 1949年6月：主計局主計官（鉄道、電気通信担当）。
- 1952年8月：主計局主計官（文部、厚生、労働担当）。
- 1954年6月：主計局主計官（司法、厚生、社会保険、労働担当）。
- 1955年8月：主計局主計官（農林担当）。
- 1957年8月：東京国税局総務部長。
- 1959年6月：主計局主計官。
- 1959年8月：主計局主計官（地方財政、文部担当）。
- 1960年7月：主計局主計官（地方財政、補助金担当）。
- 1960年9月8日：主計局総務課長。
- 1961年4月5日：主計局総務課長 兼 主計局司計課長。
- 1961年7月1日：主計局総務課長。
- 1962年5月16日：名古屋国税局長。
- 1964年5月8日：防衛庁経理局長。
- 1967年8月4日：国有財産局長。
- 1968年6月7日：退官。